# Estação Aeroporto (Metropolitano de Lisboa)
Aeroporto é uma estação do Metropolitano de Lisboa. Situa-se no município de Lisboa, em Portugal, servindo de terminal da Linha Vermelha. Foi inaugurada a 17 de julho de 2012 em conjunto com as estações Moscavide e Encarnação, no âmbito da expansão desta linha ao Aeroporto Humberto Delgado.

## Descrição
Esta estação está localizada junto ao Terminal 1 do Aeroporto Humberto Delgado, possibilitando o acesso ao mesmo. O projeto arquitetónico é da autoria do arquiteto Leopoldo de Almeida Rosa e as intervenções plásticas de António Moreira Antunes. À semelhança das mais recentes estações do Metropolitano de Lisboa, está equipada para poder servir passageiros com deficiências motoras, contando com vários elevadores e escadas rolantes que facilitam o acesso às plataformas.

## Decoração
A estação encontra-se decorada com caricaturas em mármore preto e branco, encrustadas na parede de pedra lioz, da autoria do cartunista António. As personalidades representadas são:
- Agostinho da Silva
- Alexandre O'Neill
- Almada Negreiros
- Álvaro Cunhal
- Amadeo de Souza-Cardoso
- Amália Rodrigues
- António Egas Moniz
- António Lobo Antunes
- António Sérgio
- António Silva
- Aquilino Ribeiro
- Beatriz Costa
- Calouste Gulbenkian
- Carlos Lopes
- Carlos Paredes
- Cassiano Branco
- Columbano Bordalo Pinheiro
- David Mourão-Ferreira
- Diogo Freitas do Amaral
- Duarte Pacheco
- Eça de Queirós
- Eusébio da Silva Ferreira
- Fernando Lopes-Graça
- Fernando Pessoa
- Ferreira de Castro
- Francisco Sá Carneiro
- Gago Coutinho
(com Sacadura Cabral)
- João Abel Manta
- João Villaret
- José Cardoso Pires
- José Saramago
- José Viana da Mota
- Júlio Pomar
- Leopoldo de Almeida
- Luís de Freitas Branco
- Maria João Pires
- Mário Cesariny
- Mário Soares
- Natália Correia
- Pardal Monteiro
- Paula Rego
- Rafael Bordalo Pinheiro
(com Zé Povinho, sua criação)
- Raul Solnado
- Sacadura Cabral
(com Gago Coutinho)
- Sophia de Mello Breyner
- Stuart Carvalhais
- Vasco Santana
- Vergílio Ferreira
- Vieira da Silva
- Vitorino Nemésio

O critério para a escolha desta coorte foi reunir personalidades que se destacaram no período histórico posterior à abertura do aeroporto.

## Acessos
Esta estação conta com três acessos pedonais e dois elevadores entre o átrio e a superfície:
- Acesso 1/Elevador 1 — está localizado junto ao Terminal 1 do Aeroporto Humberto Delgado, sendo facilmente distinguível pela sua cobertura vermelha. Está direcionado para norte e conta com duas escadas mecânicas assim como escadas pedonais e um elevador.
- Acesso 2 — está localizado junto ao Terminal 1 do Aeroporto Humberto Delgado, próximo da zona de acesso aos shuttles para o Terminal 2. Está direcionado para norte e conta unicamente com escadas pedonais.
- Acesso 3 — está localizado junto ao Terminal 1 do Aeroporto Humberto Delgado, próximo da zona de paragem dos autocarros da Carris e Carris Metropolitana. Está direcionado para norte e conta unicamente com escadas pedonais.
- Elevador 2 — está localizado junto ao Terminal 1 do Aeroporto Humberto Delgado, próximo da zona de acesso aos shuttles para o Terminal 2, direcionado para norte.